# Walther Heldtberg
Walther Heldtberg (25. september 1924 i Sønderborg – 11. april 1947 i Viborg) var en dansk vagt og medhjælper for Gestapo i Aalborg. Han blev henrettet ved skydning i Undallslund Plantage ved Viborg efter retsopgøret.
Walther var søn af arbejder Friedrich Ferdinand Nicolai Heldtberg og hustru Louise Caroline f. Seelk, forældrene boede på Rønhavegade 1 i Sønderborg da sønnen bliver født, parret er gift den 10. april 1924.